# Seznam indonezijskih politikov
Seznam indonezijskih politikov.

## A
- Utut Adianto
- Dipa Nusantara Aidit
- Hasyim Asyari

## B
- Louis Joseph Maria Beel

## C
- Idham Chalid

## D
- Prabowo Subianto Djojohadikusumo

## G
- Agum Gumelar

## H
- B. J. Habibie (Bacharuddin Jusuf "B.J." Habibie)
- Burhanuddin Harahap
- Mohammad Hatta
- Hamzah Haz

## K
- Jusuf Kalla
- Sekarmadji Maridjan Kartosoewirjo

## L
- Agung Laksono
- Antonius Hermanus Johannes Lovink

## M
- Puan Maharani
- Adam Malik
- Retno Marsudi
- Hubertus Johannes van Mook
- Abdul Muis

## N
- Marty Natalegawa
- Mohammad Natsir

## O
- Oesman Sapta Odang

## P
- Sjafruddin Prawiranegara

## R
- Maizar Rahman

## S
- Salim Ahmed Salim
- Alwi Shihab
- Sutan Sjahrir
- Amir Sjarifuddin
- Bambang Soesatyo
- Alidius Warmoldus Lambertus Tjarda van Starkenbrogh Stachouwer
- Prabowo Subianto
- Subroto
- Suharto
- Sukarno
- Megawati Sukarnoputri

## W
- Abdurrahman Wahid  "Gus Dur"
- Joko Widodo
- Hassan Wirajuda
- Soekiman Wirjosandjojo

## Y
- Susilo Bambang Yudhoyono
- Purnomo Yusgiantoro